# Ctenocella anomala
Ctenocella anomala är en korallart som först beskrevs av Simpson 1910.  Ctenocella anomala ingår i släktet Ctenocella och familjen Ellisellidae. Inga underarter finns listade i Catalogue of Life.